# Laborecký průsmyk

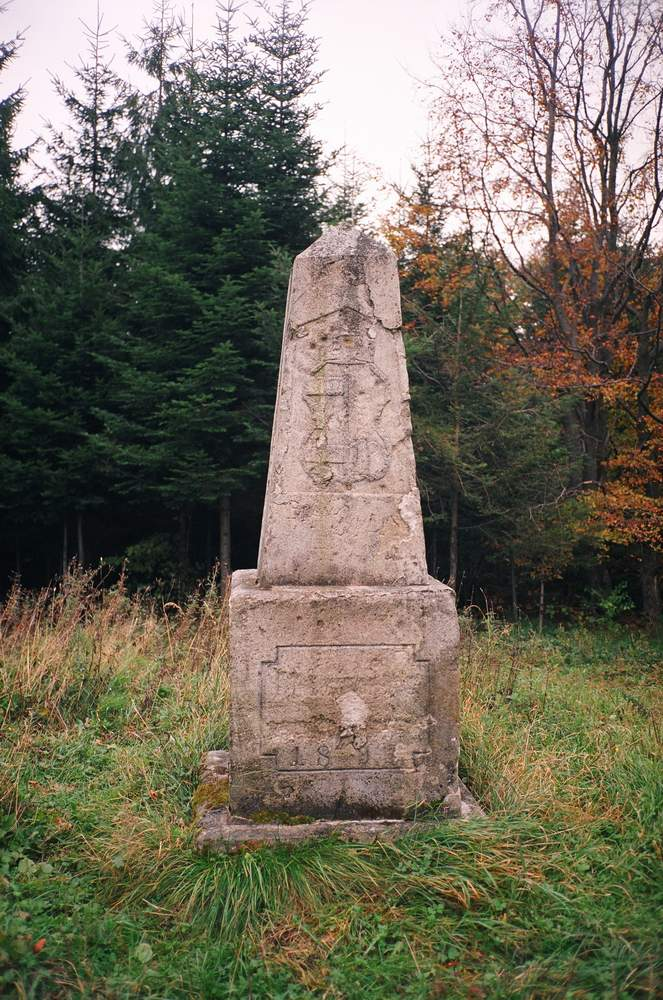
Laborecký průsmyk hraniční kámen

Laborecký průsmyk, slovensky Laborecký priesmyk, polsky Przełęcz Radoszycka, 684 m n. m. je průsmyk v severním hřebeni Laborecké vrchoviny, součást slovensko-polské státní hranice.
Průsmykem vede silnice z obce Palota do polské obce Komancza, v současnosti je sjízdná pro motorová vozidla. Vede jím mezinárodní turistická trasa E3 od vrchu Paseky (844 m n. m.) na Vysoký grúň (905 m n. m.).
Průsmyk je pramennou oblastí Vydranky, levostranného přítoku řeky Laborec.